# Johann Adolf II. (Sachsen-Weißenfels)

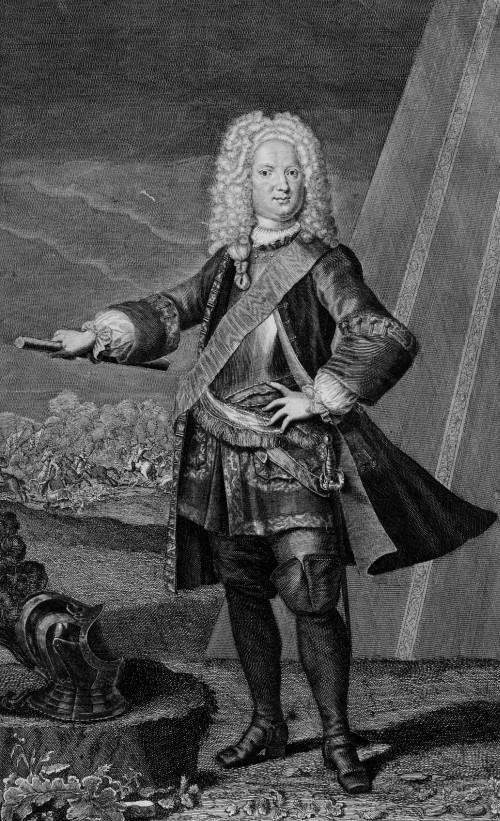
Herzog Johann Adolf II. von Sachsen-Weißenfels als Feldherr

Johann Adolf II. von Sachsen-Weißenfels (* 4. September 1685 in Weißenfels; † 16. Mai 1746 in Leipzig) war der fünfte und letzte Herzog der kursächsischen Sekundogenitur Sachsen-Weißenfels sowie Fürst von Sachsen-Querfurt und entstammte einer Seitenlinie der albertinischen Wettiner.

## Familie
Johann Adolf II. war der siebte und jüngste Sohn des Herzogs Johann Adolf I. von Sachsen-Weißenfels und dessen Gemahlin Johanna Magdalena von Sachsen-Altenburg, Tochter des Herzogs Friedrich Wilhelm II. von Sachsen-Altenburg. Die Mutter starb bereits knapp fünf Monate nach seiner Geburt.

## Cavalierstour
Johann Adolf II. trat Mitte Dezember des Jahres 1699 incognito mit dem ehemaligen Kammerjunker Wolf Bernhard von Werther und dem späteren Hof- und Justizienrat und Mitglied des Geheimen Rats Johann George Menii seine Grand Tour Richtung Holland an. Nach einem reichlichen Monat erreichten sie Amsterdam. Vor der Weiterreise nach Frankreich machte die Gesellschaft Station in Den Haag, um „mit unermüdetem Eifer“ die französische Sprache und die ritterlichen Exerzitien zu festigen. Besonderer Wert bei der Beschreibung des Aufenthalts in Den Haag wurde darauf gelegt, dass Johann Adolf II. die Bekanntschaft und Hochachtung kaiserlicher, königlicher, polnischer, französischer, schwedischer und dänischer Gesandter und anderer Personen hohen Standes erlangte. Die Verbesserung der Sprachen und Sitten erreichte er durch ständige Besuche und Treffen mit den eben genannten. Johann Adolf und seine Begleiter nahmen anschließend zusätzliche mehrwöchige Strapazen auf sich, um ein Zusammentreffen mit dem englischen König Wilhelm III. zu erreichen. Als die Audienz schließlich auf dem Jagd- und Lustschloss zu Loo zustande kam, war es Johann Adolf außerdem noch möglich, Friedrich, Erbprinz von Hessen-Kassel, also den späteren König von Schweden, viele englische Lords und königliche Minister zu treffen. Nach einigen Tagen reiste er schließlich weiter nach Paris, wo er sich für längere Zeit aufhielt und sein Unterricht im Reiten, Fechten, Tanzen und dem Erlernen der französischen Sprache seinen Höhepunkt fand. Zudem gelang es ihm, durch die Herzogin von Orleans auch beim französischen König Ludwig XIV. sowie dem Dauphin und dessen Söhnen, dem Herzog von Burgund und dem von Berry vorstellig zu werden, der ihn später in Anwesenheit des Hofstaats auf Schloss Fontainebleau verabschiedete.

## Militärische Laufbahn

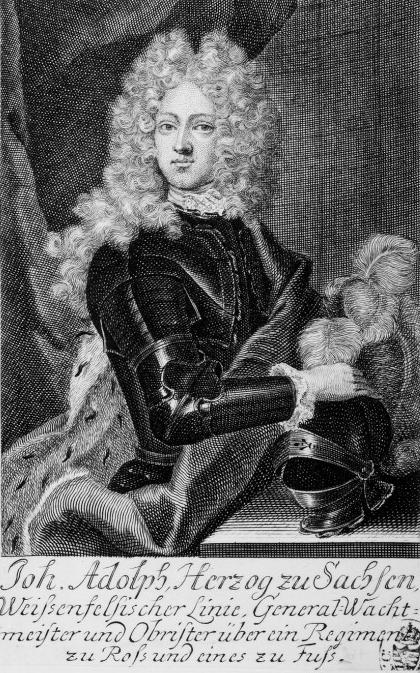
Herzog Johann Adolf II. von Sachsen-Weißenfels mit Allongeperücke und im Harnisch mit Hermelinmantel als Zeichen fürstlicher Würde

Da er als jüngster Sohn des Herzogs kaum Aussichten auf eine Thronbesteigung hatte, wurde er frühzeitig auf eine militärische Laufbahn vorbereitet.
Bereits als 17-Jähriger kam er als Hauptmann mit dem querfurter Reichs-Regiment an den Rhein. Dort trat er in hessen-kasselsche Dienste und erhielt eine eigene Kompanie. Er stieg bis 1704 zum Oberstleutnant der Kavallerie auf. Als solcher kämpfte er bei Höchstädt. 1705 zog er mit dem Heer der Prinzen Friedrich nach Italien und kämpfte bei Castiglione. Der Prinz kehrte nach der Niederlage nach Hessen zurück. Johann Adolf kämpfte wieder bei Turin und machte 1707 den Vorstoß nach Toulon mit. Im gleichen Jahr wurde er Oberst eines Reiter-Regiments. Er kehrte aber wieder nach Deutschland zurück und ging 1708 in die Niederlande. Dort zeichnete er sich in der Schlacht bei Malplaquet aus, worauf ihn sein Vetter der König August II. 1709 als Generalmajor in sächsische Dienste holte.
Zunächst im Rang eines Generalmajors nahm er erfolgreich an der Schlacht von Stralsund des Großen Nordischen Krieges gegen die Schweden teil und wurde am 30. November 1714 zum Generalleutnant ernannt. Außerdem erhielt er den Orden vom weißen Adler.
Später zum General-Kommandanten des königlichen Garde du Corps befördert, befehligte er 1717 ein 6000 Mann starkes Hilfskorps, das Kaiser Karl VI. zur Hilfe im Sechsten Türkenkrieg nach Ungarn gesandt wurde.
1723 wurde er zum General der kursächsischen Kavallerie ernannt. Im Zeithainer Lager führte August der Starke 1730 den europäischen Mächten seine reorganisierte gesamte sächsische Armee in Manöveraktionen vor. 48 geladene europäische Fürsten und deren Militärs, darunter der preußische König Friedrich Wilhelm I. beobachteten die Manöver; der „Soldatenkönig“ lobte Johann Adolf, der die Kavallerie kommandierte, ausdrücklich: „Die drei Regimenter Kronprinz gut, Weißenfels gut, sehr gut. Pflugk sehr miserabel, schlecht. Befehlsgebung gut. Von der Kavallerie habe ich Kommandos gesehen, die finde ich sehr propre.“
Im Polnischen Thronfolgekrieg Ende Oktober 1733 führte er die sächsischen Truppen nach Polen und leitete gemeinsam mit Burkhard Christoph von Münnich die Belagerung von Danzig. Die sächsische Armee unter dem am 3. August 1735 zum kurfürstlich-sächsischen und königlich-polnischen Generalfeldmarschall beförderten Johann Adolf hielt sich hauptsächlich in Südpolen auf, um die Krönung des sächsischen Kurfürsten Friedrich August II. zum König von Polen abzusichern. Noch bis 1736 standen sächsische Truppen unter Johann Adolfs Befehl in Polen, bis sie die Anhänger des Gegenkandidaten Stanisław I. Leszczyński endgültig besiegen konnten.
Am 7. Oktober 1736 erhielt er auf dem Jagdschlosse Hubertusburg den Militär-St. Heinrichs-Orden, der an diesem Tag vom König gestiftet worden war. An weiteren Auszeichnungen erhielt er den königlich-englischen blauen Hosenbandorden und den königlich-polnischen großen weißen Adlerorden.

## Regierung im Weißenfelsischen Fürstentum

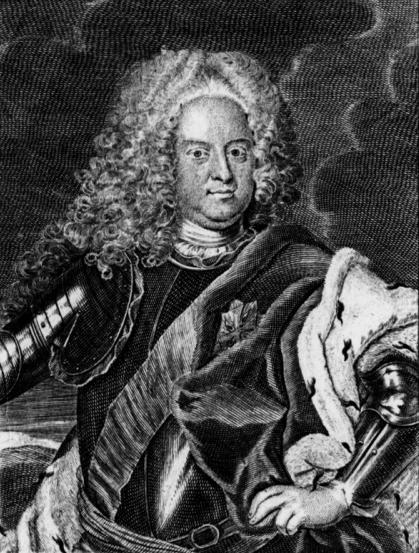
Herzog Johann Adolf II. von Sachsen-Weißenfels mit Allongeperücke und im Harnisch mit Hermelinmantel als Zeichen fürstlicher Würde

Nachdem seine beiden Brüder, die regierenden Herzöge Johann Georg und Christian beide nach verhältnismäßig kurzer Regierung gestorben waren, bestieg Johann Adolf am 28. Juni 1736 den Thron des Fürstentums. Zu seinen ersten Handlungen gehörte die Neuordnung der von seinen Vorgängern zerrütteten Finanzen des Zwergstaats. Nach dem Tode seines Vetters Georg Albrechts fiel auch die Grafschaft Barby 1739 zurück an die Weißenfelsische Linie.

## Fortführung der militärischen Karriere
Auch später engagierte er sich militärisch. So war er 1741 Befehlshaber der sächsischen Armee im Ersten Schlesischen Krieg und nachdem im Zweiten Schlesischen Krieg 1745 preußische Truppen die sächsische Grenze überschritten hatten, vereinbarten Sachsen und Österreich, gemeinsam gegen Preußen vorzugehen. Schlesien sollte im Norden durch sächsische Truppen von Preußen abgeschnitten werden, während im Süden österreichische Truppen vorrücken würden. Johann Adolf legte im September 1745 Planungen für einen solchen Feldzug vor, nahm jedoch zwei Wochen später in einer Denkschrift wieder Abstand von ihnen. Daraufhin musste er am 12. Dezember desselben Jahres, also unmittelbar vor der Schlacht bei Kesselsdorf als Oberbefehlshaber zurücktreten und wurde durch den Grafen Rutowski ersetzt. Weitere Gründe für den Rücktritt dürften seine damals schon stark angeschlagene Gesundheit sowie die ihm vom Premierminister Heinrich von Brühl verweigerten wirtschaftlichen Mittel für die Armee gewesen sein.
Der Kurfürst setzte bereits im November Rutowski wieder ab, dessen Stelle als Oberbefehlshaber ab 1. Dezember 1745 Johann Adolf wieder einnahm. Zusätzlich war er als Chef der sächsischen Regierung während der Abwesenheit des Kurfürsten und des Ministers Heinrich von Brühl eingesetzt worden. Obwohl Truppen des verbündeten Österreich sowie kaiserliche Kontingente zur Verfügung standen, gab er einem Widerstand keine Chance, worauf er am 12. Dezember als Oberbefehlshaber wieder abberufen wurde.
Bereits vor der Schlacht bei Kesselsdorf arbeitete der Geheime Rat am 15. Dezember 1745 in Dresden unter Johann Adolfs Leitung an einer Kapitulationsurkunde. Am Nachmittag begab er sich auf das Schlachtfeld und ging nach der Schlacht mit Rutowski nach Böhmen. Wenig später erlitt er einen Herzanfall und starb am 16. Mai 1746 bei einem Besuch der Leipziger Messe. Er wurde in einem Zinnprunksarg in der Schlosskirche von Neu-Augustusburg beigesetzt. Da der Leichnam vor seinem langen Transport nach Weißenfels zunächst einbalsamiert werden musste, wurden die entnommenen Eingeweide getrennt in einer Urne in der Schlosskirche bestattet. Der Entwurf für seinen Sarg stammt vom Weißenfelser Hofbaumeister Johann Christoph Schütze, der für den damaligen Prinzen Johann Adolf von April bis September 1721 bereits die Umbaumaßnahmen an Schloss Dahme geleitet hatte.
Da keines der Kinder Johann Adolfs das Erwachsenenalter erreichte, starb mit seinem Tode die Linie Sachsen-Weißenfels aus und das Fürstentum fiel als letztes der drei Sekundogenituren des Freundbrüderlichen Hauptvergleichs zurück an Kursachsen.

## Ehe und Nachkommen

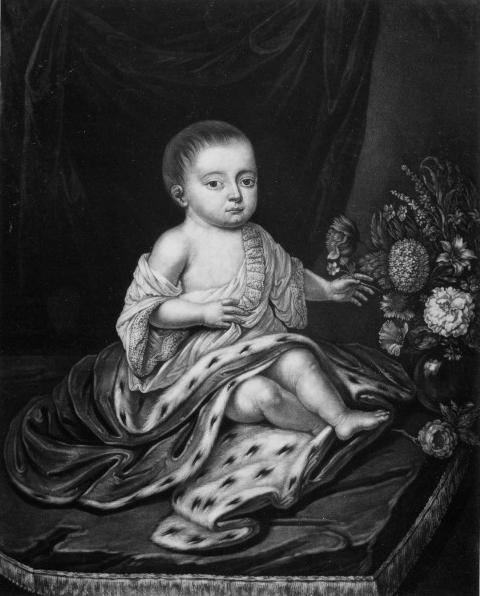
Johann Georg Adolf, letzter Erbprinz von Sachsen-Weißenfels – mit seinem frühen Tod 1740 verlor das Haus Weißenfels seinen einzigen noch lebenden männlichen Erben

Seine erste Ehe schloss er am 9. Mai 1721 in Eisenach mit Johannetta Antoinetta Juliana von Sachsen-Eisenach, der Tochter Johann Wilhelms, Herzog von Sachsen-Eisenach aus dessen Ehe mit Christine Juliane von Baden-Durlach.
Mit ihr zeugte er einen – angesichts der Kinderlosigkeit seines Bruders, des damals regierenden Herzogs Christian – voraussichtlichen Thronfolger, der bereits früh verstarb:
- Friedrich Johann Adolf (* 26. Mai 1722 in Dahme; † 10. August 1724 ebenda), Prinz von Sachsen-Weißenfels

Nach dem Tod seiner ersten Frau am 13. April 1726 heiratete er ein zweites Mal am 27. November 1734 zu Altenburg Friederike von Sachsen-Gotha-Altenburg, die Tochter Friedrichs II., Herzog von Sachsen-Gotha-Altenburg aus dessen Ehe mit Magdalena Augusta von Anhalt-Zerbst.
Mit seiner zweiten Gemahlin hatte er – mittlerweile selbst regierender Herzog – folgende Kinder, die jedoch ebenfalls alle im Kindesalter starben:
- Karl Friedrich Adolf (* 6. November 1736 in Weißenfels; † 24. März 1737 ebenda), Erbprinz von Sachsen-Weißenfels
- Johann Adolf (* 27. Juni 1738 in Weißenfels; † 21. Oktober 1738 ebenda), Erbprinz von Sachsen-Weißenfels
- August Adolf (* 6. Juni 1739 in Weißenfels; † 7. Juni 1740 ebd.), Erbprinz von Sachsen-Weißenfels
- Johann Georg Adolf (* 17. Mai 1740 in Weißenfels; † 10. Juli 1740 ebenda), Erbprinz von Sachsen-Weißenfels
- Friederike Adolfine (* 27. Dezember 1741 in Weißenfels; † 4. Juli 1751 in Langensalza), Prinzessin von Sachsen-Weißenfels